# Tir de suppression
Pour les articles homonymes, voir Tir (homonymie).
Ne doit pas être confondu avec Tir de barrage.

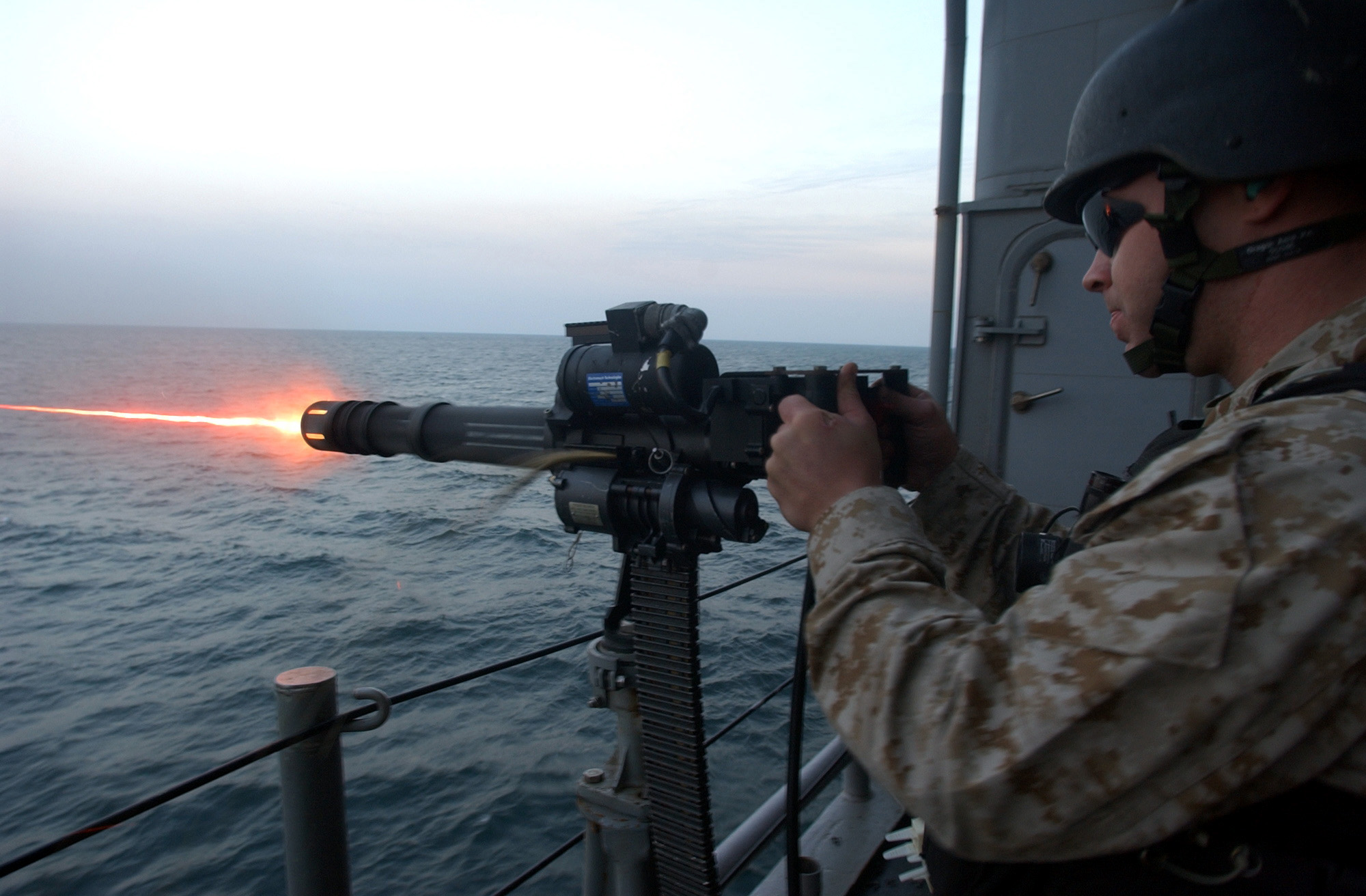
Soldat de l'USMC tirant avec un minigun pendant un exercice

Le tir de suppression ou tir de couverture est, en tactique militaire, une action de tirs intenses cherchant moins à atteindre l'ennemi qu'à l'obliger à se protéger, et ainsi à limiter sa propre capacité de tirs ; profitant de cette neutralisation temporaire du feu ennemi, une autre unité alliée peut par exemple procéder à un mouvement en terrain découvert.
Il ne doit pas être confondu avec le tir de barrage qui est fait par l'artillerie pour bloquer le front d'une avancée ennemie.

## Historique
Le concept de tir de suppression est relativement nouveau car il est lié à l'apparition des armes à feu à répétition, les armes automatiques ayant une cadence de tir suffisante. Cependant, le tir simultané d'archers utilisés en grand nombre peut être considéré comme un procédé identique même si, dans le domaine militaire, il porte plutôt le nom de tir massif.

## Utilisation
Le tir de suppression peut être ciblé (soldat, groupe de soldats, véhicule) ou non ciblé (bâtiment, zone) dès lors que l'on connaît ou suspecte la présence de l'ennemi. Pour être efficace, il doit être relativement continu et important. Une telle technique est vitale pendant un mouvement tactique de troupes comme l'assaut.
L'utilisation du tir de suppression n'est pas limité aux armes de l'infanterie. Durant l'assaut amphibie sur les plages lors du Débarquement de Normandie pendant la Seconde Guerre mondiale, les navires de guerre tiraient là où il était possible qu'une batterie d'artillerie, des mortiers ou des nids de mitrailleuses ennemis soient en position de tir. Le but était là aussi d'empêcher des tirs ennemis qui pouvaient être meurtriers pour les troupes qui débarquaient.
Son recours est particulièrement courant en milieu urbain quand se créent des situations de guérillas urbaines. Bien évidemment, les tirs de suppression sont utilisés seulement en temps de guerre (vers un ennemi identifié) ou lors d'assaut de forces spéciales (vers une zone identifiée et sans otage) pour éviter toutes formes de dégâts collatéraux.

## Armes utilisées
Le tir de suppression est souvent l'apanage d'une catégorie d'armes bien précise : la mitrailleuse. Elle doit avoir un chargeur important pour une durée de tir suffisante et pouvoir se permettre de sacrifier une partie de ses munitions.

## Tir de suppression dans l'armée française
L'expression « tir de suppression » (ou de couverture) n'est pas employée dans l'armée française. On parle de « tir de neutralisation » dont le but, comme son nom l'indique, est de neutraliser l'ennemi et donc de l'empêcher d'utiliser ses armes ou de se déplacer. Il est pratiqué a priori contre un ennemi décelé mais dont la position exacte est soit inaccessible avec les armes dont on dispose, soit méconnue. Le tir de neutralisation a pour objectif de fixer un ennemi et l'empêcher de manœuvrer pendant que l'on manœuvre soi-même.
Il convient de définir ici différents termes qui sont souvent mal employés (définition TTA 106, glossaire des termes militaires) :
- appuyer : apporter une aide à une autre unité, spontanément ou sur ordre, par le mouvement ou par le feu d'une autre unité ;
- couvrir : prendre l'ensemble des mesures actives ou passives pour s'opposer à une action éventuelle de l'ennemi pouvant menacer le déroulement de l'action principale amie ;
- clouer (« fixer ») : exercer sur l’ennemi une pression suffisante pour lui interdire tout mouvement ou tout redéploiement de son dispositif.

Un assaut nécessite trois éléments :
1. la couverture empêche que des renforts ne viennent perturber l'assaut (elle est donc sur une autre direction, voire au-delà de la zone d'action) ;
2. l’appui fixe l'ennemi dans la zone d'assaut en appliquant un tir de neutralisation qui sera renforcé juste avant l'assaut, puis suspendu ou reporté sur un autre secteur lors de l'assaut ;
3. l’assaut profite de la neutralisation pour s'approcher autant que possible avant de lancer son attaque sur un ennemi rendu inefficace.